# Wolfgang Gröbner
Wolfgang Gröbner (Colle Isarco, Brennero, 2 de fevereiro de 1899 — Innsbruck, 20 de agosto de 1980) foi um matemático austríaco.